# Deutscher Feuerwehrtag

Logo des Deutschen Feuerwehrverbandes

Der Deutsche Feuerwehrtag ist die zentrale Versammlung aller Feuerwehren in Deutschland, die seit 1970 alle 10 Jahre stattfindet und vom Deutschen Feuerwehrverband ausgerichtet wird.
Seinen Ursprung findet er in einer Versammlung aller Feuerwehren am 10. Juli 1853 im Gasthof zum Waldhorn in Plochingen. Damals wurde beschlossen, im Jahr 1854 den ersten Deutschen Feuerwehrtag in Ulm durchzuführen. Im Vordergrund steht seit damals der Wissensaustausch in Diskussionsrunden und Vorträgen zum aktuellen Stand der Technik in allen Bereichen des Feuerwehrwesens. Dieser erste Deutsche Feuerwehrtag fand am 8. September 1854 statt. Beim vierten Deutschen Feuerwehrtag 1860 im Mainz nahmen 45 Feuerwehren teil, beim fünften Deutschen Feuerwehrtag 1862 in Augsburg waren es bereits rund 2000 Vertreter von 135 Feuerwehren.
Der Deutsche Feuerwehrtag ist geprägt von der Gemeinschaft der deutschen Feuerwehrmänner und -frauen, die aus allen Landesteilen und Ebenen zu dieser Veranstaltung anreisen. Diese Tradition lebte besonders beim 26. Deutschen Feuerwehrtag 1990 in Friedrichshafen durch die starke erstmalige Teilnahme der Feuerwehren aus der DDR wieder auf. Nach einigen Jahrzehnten wurden dort auch Feuerwehrleute aus Osteuropa willkommen geheißen und vielfältige Kontakte geknüpft.
Der Deutsche Feuerwehrtag wird seit dem Jahr 2000 regelmäßig in Verbindung mit der Weltleitmesse Interschutz, die insbesondere für die Bereiche Rettungsdienst, Brand- bzw. Katastrophenschutz und Sicherheit durchgeführt wird.

## Veranstaltungsorte
1. 1854 Ulm
2. 1855 Stuttgart
3. 1859 Karlsruhe
4. 1860 Mainz
5. 1862 Augsburg
6. 1865 Leipzig
7. 1868 Braunschweig
8. 1870 Linz
9. 1874 Kassel
10. 1877 Stuttgart
11. 1880 Dresden
12. 1883 Salzburg
13. 1888 Hannover
14. 1893 München
15. 1898 Charlottenburg
16. 1904 Mainz
17. 1909 Nürnberg
18. 1913 Leipzig
19. 1923 München
20. 1928 Breslau
21. 1932 Karlsruhe
22. 1953 Ulm

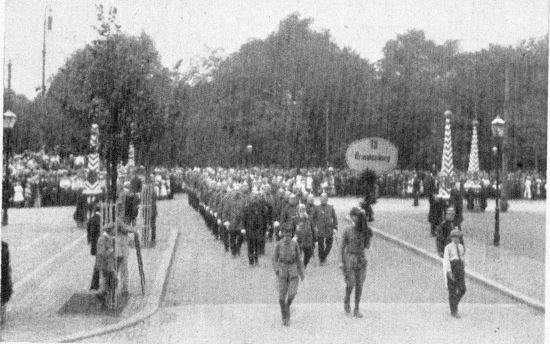
Brandenburgische Gruppe beim Festzug 1913 in Leipzig

23. 1961 Bad Godesberg (zusammen mit der Ausstellung „der Rote Hahn – Interschutz“ im benachbarten Köln)
24. 1970 Münster
25. 1980 Hannover (zusammen mit der Interschutz)
26. 1990 Friedrichshafen
27. 2000 Augsburg (zusammen mit der Interschutz)
28. 2010 Leipzig (zusammen mit der Interschutz)
29. 2022 Hannover (zusammen mit der Interschutz)[5]